# Municipio de Fairplay (Arkansas)
El municipio de Fairplay (en inglés: Fairplay Township) es un municipio ubicado en el condado de Saline en el estado estadounidense de Arkansas. En el año 2010 tenía una población de 2184 habitantes y una densidad poblacional de 40,3 personas por km².

## Geografía
El municipio de Fairplay se encuentra ubicado en las coordenadas 34°30′38″N 92°42′14″O / 34.51056, -92.70389. Según la Oficina del Censo de los Estados Unidos, el municipio tiene una superficie total de 54.19 km², de la cual 54 km² corresponden a tierra firme y (0,34 %) 0,19 km² es agua.

## Demografía
Según el censo de 2010, había 2184 personas residiendo en el municipio de Fairplay. La densidad de población era de 40,3 hab./km². De los 2184 habitantes, el municipio de Fairplay estaba compuesto por el 98,53 % blancos, el 0,32 % eran afroamericanos, el 0,27 % eran amerindios, el 0,14 % eran asiáticos, el 0,37 % eran de otras razas y el 0,37 % eran de una mezcla de razas. Del total de la población el 1,37 % eran hispanos o latinos de cualquier raza.